# Bethlehem (hrabstwo Grafton)
Bethlehem – jednostka osadnicza w Stanach Zjednoczonych, w stanie New Hampshire, w hrabstwie Grafton.